# Chambre de commerce et d'industrie des Landes
La chambre de commerce et d'industrie des Landes est un établissement public chargé de représenter les intérêts des entreprises commerciales, industrielles et de service du département français des Landes et de leur apporter certains services. Elle gère en outre des équipements au profit des dites entreprises.

## Présentation
La fait CCI des Landes partie de la chambre de commerce et d'industrie de région Nouvelle-Aquitaine. Son siège est situé au 293, avenue du Maréchal Foch à Mont-de-Marsan. Elle dispose de trois antennes à Dax, Labenne, et Biscarrosse. Elle compte près de 12 000 ressortissants, dont 2 500 industriels. Son ressort s'étend au département des Landes, ce qui constitue la plus grande circonscription consulaire de France. La chambre est certifiée ISO 9001.
Comme toutes les CCI, elle est placée sous la double tutelle du Ministère de l'Industrie et du Ministère des PME, du Commerce et de l'Artisanat.

### Service aux entreprises
- Centre de formalités des entreprises ;
- Assistance technique au commerce ;
- Assistance technique à l'industrie ;
- Assistance technique aux entreprises de service ;
- Point A (apprentissage).

### Centres de formation
Les actions de formation proposées par la CCI des Landes sont organisées conjointement avec la chambre de commerce et d'industrie de Bayonne Pays basque et celle de Pau Béarn.

## Historique
- 7 juillet 1894 : création de la CCI des Landes ;
- le siège de la Chambre de Commerce et d'Industrie des Landes, conçu par l'architecte Franck Bonnefous[n 1], est inauguré en 1965.

## Galerie

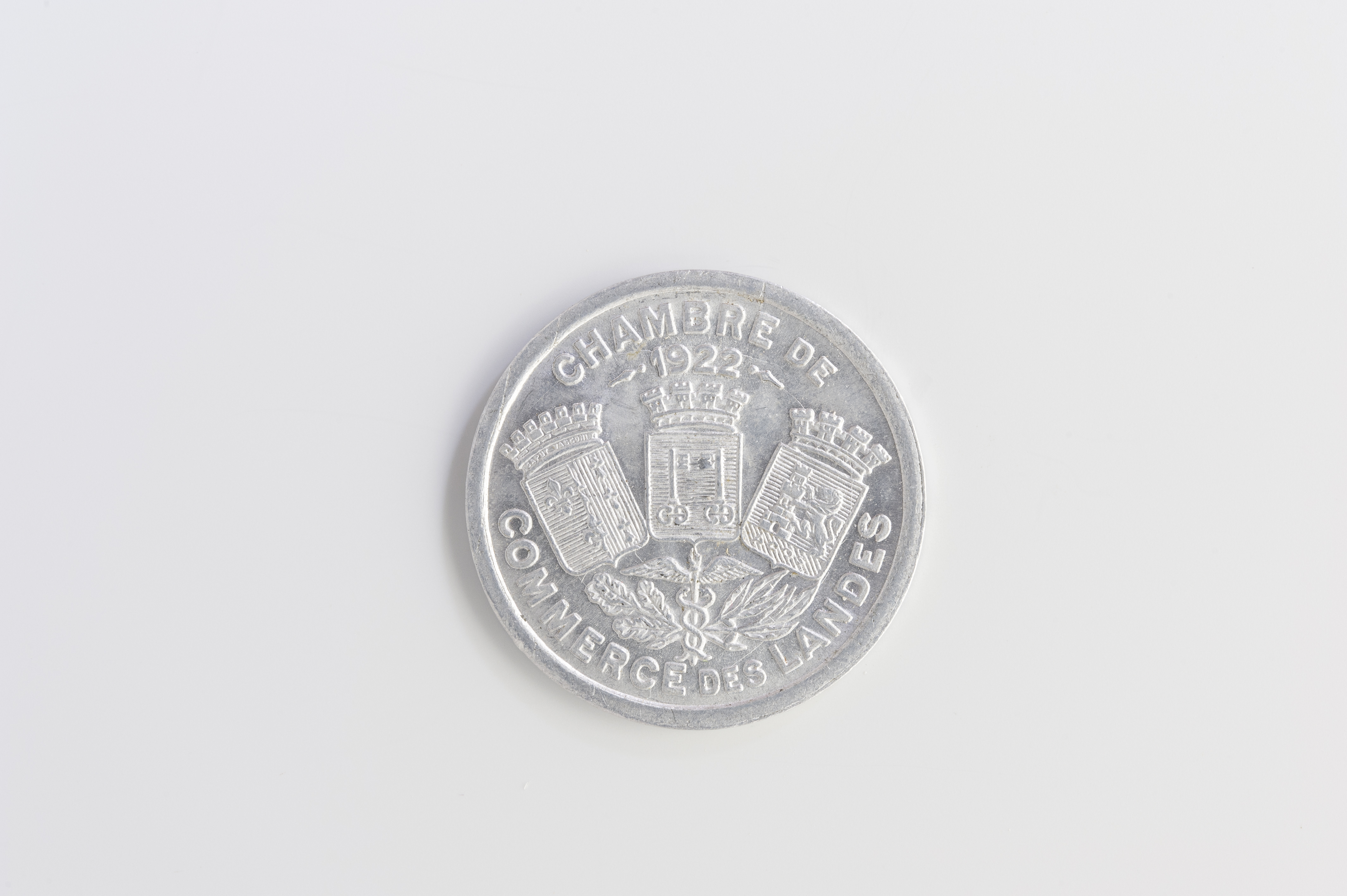
Bon pour 10 centimes émis par la  chambre de commerce des Landes (1922), frappé du blason de Mont-de-Marsan.